# Sub Plai
Sub Plai románul: Sub Plai, falu Romániában, a Bánságban, Krassó-Szörény megyében.

## Fekvése
Somosréve (Cornereva) mellett fekvő település.

## Története
Sub Plai' románul: Sub Plai korábban Somosréve (Cornereva) része volt.
1956-ban vált külön településsé 217 lakossal.
1966-ban 127, 1977-ben 141, 1992-ben 78, a 2002-es népszámláláskor pedig 104 román lakosa volt.